# Bethanien-Krankenhaus (Frankfurt am Main)

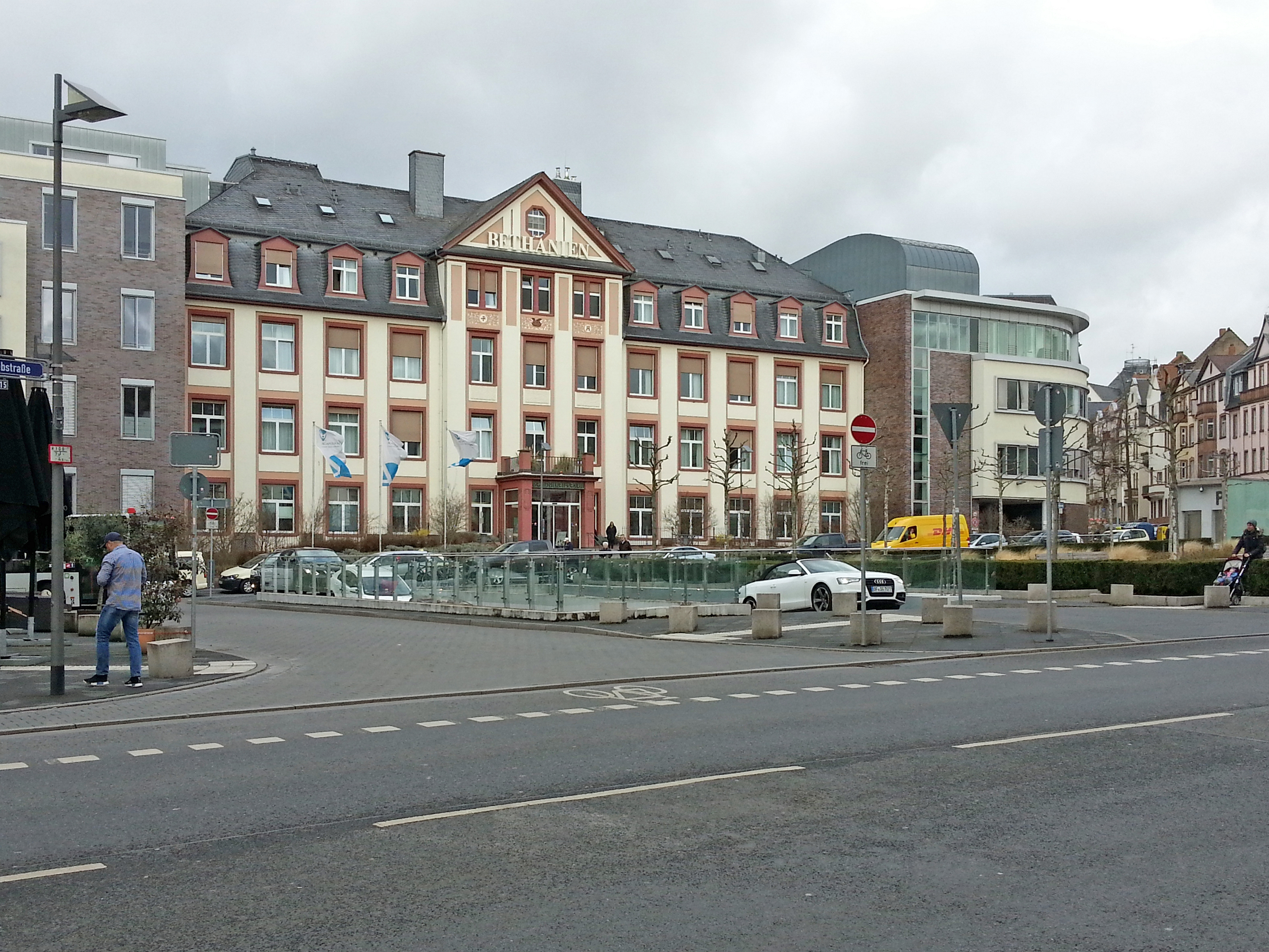
Das Bethanien-Krankenhaus

Das Bethanien-Krankenhaus (Eigenschreibweise Agaplesion Bethanien Krankenhaus) ist ein evangelisches Belegkrankenhaus in Frankfurt am Main. Der Standort des Krankenhauses ist im Stadtteil Bornheim, an der Grenze zum Stadtteil Nordend. Die umfassenden Straßen sind die Straße Im Prüfling und die Usinger Straße. Gemeinsam mit dem Markus-Krankenhaus bildet es die Agaplesion Frankfurter Diakonie Kliniken und ist seit 2009 Teil des christlichen Konzerns Agaplesion.

## Geschichte
Im Jahr 1908 eröffnete der 1874 gegründete Bethanien-Verein für allgemeine Krankenpflege e. V. das Bethanien-Krankenhaus in Bornheim – damals noch unter dem Namen Diakonissen- und Krankenheilanstalt Bethanien – als reines Belegkrankenhaus mit insgesamt über 70 Krankenbetten und zwei Operationssälen. Entworfen wurde der damals sehr moderne dreistöckige Neobarockbau mit den Flügelanbauten vom Architekten Friedrich Sander. Der neue Gebäudekomplex auf dem rund 8400 Quadratmeter großem Anwesen umfasste neben dem Krankenhaus und dem Diakonissenhaus auch ein Wirtschaftsgebäude, in dem eine Waschküche, eine Bügelstube, Trockenräume, ein Desinfektionsraum, ein Isolierraum für hochgradig ansteckende Krankheiten sowie eine Leichenhalle untergebracht waren.
Im Jahr 1913 war das Bethanien-Krankenhaus vor allem für seine damals noch sehr seltene Röntgenabteilung und die im Jahr 1909 durch den preußischen Staat anerkannte und lizenzierte Krankenpflegeschule auch über die Stadtgrenze hinaus bekannt. Während des Ersten Weltkriegs rückte der Lazarettdienst in den Mittelpunkt der Krankenpflege, und der Krankenhausgarten wurde wegen Lebensmittelknappheit zum Gemüse- und Obstgarten ausgebaut. Am 15. Dezember 1918 wurde das Lazarett aufgelöst. Bis dahin wurden im Bethanien-Krankenhaus 2533 verwundete und erkrankte Soldaten gepflegt.
Die Inflationszeit von 1920 bis 1923 brachte das Bethanien-Krankenhaus in Geldsorgen. Aufgrund des sehr niedrigen Gehalts der Diakonissen und mit Hilfe von Spenden der Bevölkerung und Hilfszahlungen der methodistischen Kirche aus den USA konnte sich das Krankenhaus jedoch gerade so über Wasser halten. In der Hochphase der Weimarer Republik von 1925 bis 1929 konnte sich das Bethanien-Krankenhaus auch aufgrund von stetiger Vollbelegung wieder stabilisieren. Die Zahl der behandelten Patienten stieg zwischen den Jahren 1924 und 1930 von 1.791 auf 2.526 Patienten pro Jahr. Dies führte zur Eröffnung eines weiteren Standorts des Bethanien-Krankenhauses in Sachsenhausen auf dem dortigen Mühlberg im Jahr 1938. Während der NS-Zeit wurde die bisherige erfolgreiche Zusammenarbeit mit den zu einem Großteil jüdischen Belegärzten jäh beendet, da diese wegen der nationalsozialistischen Judenverfolgung ihre Tätigkeit nicht mehr wie früher ausführen durften (Berufsverbot). Am 26. August 1939 wurde das Bethanien-Krankenhaus erneut zum Militärlazarett erklärt. Bei mehreren Luftangriffen 1943 und 1944 erlitt das Krankenhaus im Vergleich zu anderen Gebäuden verhältnismäßig geringe Schäden an Fenstern, Türen und dem Dachstuhl. Glückliche Zufälle, aber auch ein eigens zur Brandbekämpfung angelegter Löschwasserteich auf dem Prüfling-Platz trugen dazu bei. Entgegen dem offiziellen Räumungsbefehl vom 17. März 1945 entschied sich die Leitung zur Aufrechterhaltung des Krankenhausbetriebes. 10 Tage später endete der Krieg in Frankfurt mit der Besetzung der Stadt durch amerikanische Truppen.
In den 1970er Jahren drohte zeitweise die Schließung des Krankenhauses. 1998 schlossen sich die vier evangelischen Krankenhäuser Frankfurts, Markus-Krankenhaus, Diakonissenkrankenhaus, Bethanien-Krankenhaus und dessen Außenstelle Mühlberg-Krankenhaus, unter einer gemeinsamen Trägergesellschaft zusammen. 2004 wurde die Außenstelle Mühlberg-Krankenhaus geschlossen. Jahr 2010 erfolgte die Umfirmierung der Trägergesellschaft in Agaplesion Frankfurter Diakonie Kliniken gemeinnützige GmbH. Damit soll der Zugehörigkeit zum bundesweiten Agaplesion-Konzern Ausdruck verliehen werden, zu dem das Markus- und das Bethanien-Krankenhaus seit 2002 gehören.

## Leistungsspektrum
Das Bethanien-Krankenhaus verfügt über 245 Betten und betreut gemeinsam mit verschiedenen Fachärzten Patienten der Fachbereiche Kardiologie, Diabetologie, Onkologie, Allgemein- und Viszeralchirurgie, Gastroenterologie und Proktologie. Außerdem werden dort Patienten der Fachabteilungen Angiologie, Gefäßchirurgie, Hals-Nasen-Ohren-Heilkunde, Handchirurgie, Plastische Chirurgie, Unfallchirurgie, Orthopädische Chirurgie sowie Wirbelsäulenchirurgie behandelt.
Das Krankenhaus bietet mit dem Agaplesion Bildungszentrum für Pflegeberufe Rhein-Main die Ausbildung zum Gesundheits- und Krankenpfleger in Voll- oder Teilzeit. Außerdem bietet es in Kooperation mit Bildungseinrichtungen des Rhein-Main-Gebiets die Ausbildung zum Anästhesietechnischen beziehungsweise Operationstechnischen Assistenten an. Das Bethanien-Krankenhaus ist Akademisches Lehrkrankenhaus der Universität Pécs in Ungarn. Außerdem besteht ein Kooperationsvertrag zum Studierendenaustausch mit der Universität Murcia in Spanien.

## Gesellschafter
Die Gesellschafter der Agaplesion Frankfurter Diakonie Kliniken gemeinnützige GmbH sind:
- Agaplesion gemeinnützige AG
- Diakoniewerk Bethanien e. V.
- Evangelischer Regionalverband Frankfurt am Main
- Frankfurter Diakonissenhaus
- Markus-Stiftung

Der Vorsitzende der Gesellschafterversammlung ist Lothar Elsner. Die Gesellschaft wird vertreten durch die Geschäftsführer Michael Keller und Jürgen Schäfer.